# José Oliva (actor)
José Oliva (Santo Domingo, República Dominicana, 23 de septiembre de 1932- Caracas. 3 de septiembre de 2007) fue un actor dominicano-venezolano.

## Biografía
José Oliva nació en República Dominicana y entregó toda su vida a la actuación en Venezuela. Actuó en las telenovelas Esmeralda, Las Amazonas, Peregrina, Una muchacha llamada Milagros, La zulianita, María del Mar, Calypso, Mujercitas, Las Gonzalez y sabor a ti, además de películas como Caín adolescente, de Román Chalbaud.
Falleció el día 3 de septiembre de 2007 a la edad de 74 años por un infarto al miocardio. Su cuerpo fue hallado en su residencia, ubicada en la avenida Principal de Playa Grande, en el estado Vargas.

## Telenovelas
- 1968, Rosario (telenovela de 1968) - Guillermo
- 1970, Esmeralda (telenovela venezolana). - Trinidad
- 1972, Lucecita (telenovela de 1972). - Alejandro
- 1972, La mujer prohibida (telenovela de 1972). - Capitán Morales
- 1973, Peregrina (telenovela de 1973). - Roberto
- 1974, Una muchacha llamada Milagros. - Clemente Ruiz
- 1975, Mariana de la noche (telenovela venezolana).
- 1975, Mama (telenovela).
- 1975, La señorita Elena. - Cesar
- 1976, La Zulianita. -  Fermín
- 1978, María del Mar (telenovela). -  Guillermo
- 1981, Andreína (telenovela). -
- 1984, El retrato de un canalla
- 1985, Las amazonas (telenovela venezolana). - Emiro Lizárraga Sorté
- 1986, El Sol sale para todos. - León Benigno Pimentel
- 1987, Y la luna también- Vitellio
- 1988, Alba Marina - Victoriano
- 1989, Paraíso (telenovela de 1989). -  Don Arturo de la Fuente
- 1989 La Pasion de Teresa - Juan Milton
- 1990, Gardenia (telenovela). -  Víctor Echevarri
- 1990, Anabel (telenovela). -  Don Lorenzo Del Lara
- 1992, Kassandra. - El juez Olivera
- 1999, Mujercitas (telenovela venezolana). - Presidente
- 2001, Guerra de Mujeres. - Primero Gamboa
- 2001, Calypso (telenovela). - Lorenzo Volcán
- 2001, Felina (telenovela). - Don Atilio
- 2002, Las González. - Vicente
- 2004, Sabor a ti (telenovela venezolana). - Máximo, el chofer de Salvador Lombardi

## Cine
- 1959, Caín adolescente
- 1974, Los Poseidos.
- 2005, Los coyotes - Anthony